# Praça da Sé
Praça da Sé (in italiano piazza della Cattedrale) è una piazza nel quartiere di Pelourinho a Salvador de Bahia.

## Storia e descrizione
Sviluppata a fianco della cattedrale, la piazza fonde l'antico col moderno, a metà tra il Terreiro do Jesus e la Praça Tomé de Sousa. Affacciata panoramicamente sulla baia di Tutti i Santi e sul porto di Salvador, vi si trovano il museo della Misericordia (ex-casa Santa), il memoriale delle Baianas. Un restauro moderno ha dotato la piazza di panchine e di una fontana che quotidianamente esegue uno spettacolo di sons et lumiéres. 
Al centro della piazza si trova il monumento a Zumbi, protagonista di una rivolta degli schiavi.